# Argyrops spinifer
Argyrops spinifer es una especie de peces de la familia Sparidae en el orden de los Perciformes.

## Morfología
Los machos pueden llegar alcanzar los 70 cm de longitud total.

## Distribución geográfica
Se encuentra desde las  costas del Mar Rojo y del África Oriental hasta Indonesia, Malasia y el norte de Australia.